# Asma (nome)
Asma (in alfabeto arabo: أسمى è un nome proprio di persona arabo femminile.

## Varianti in altre lingue
- Bosniaco: Esma[1]
- Turco: Esma[1]

## Origine e diffusione
Riprende un termine arabo che vuol dire "suprema".

## Persone

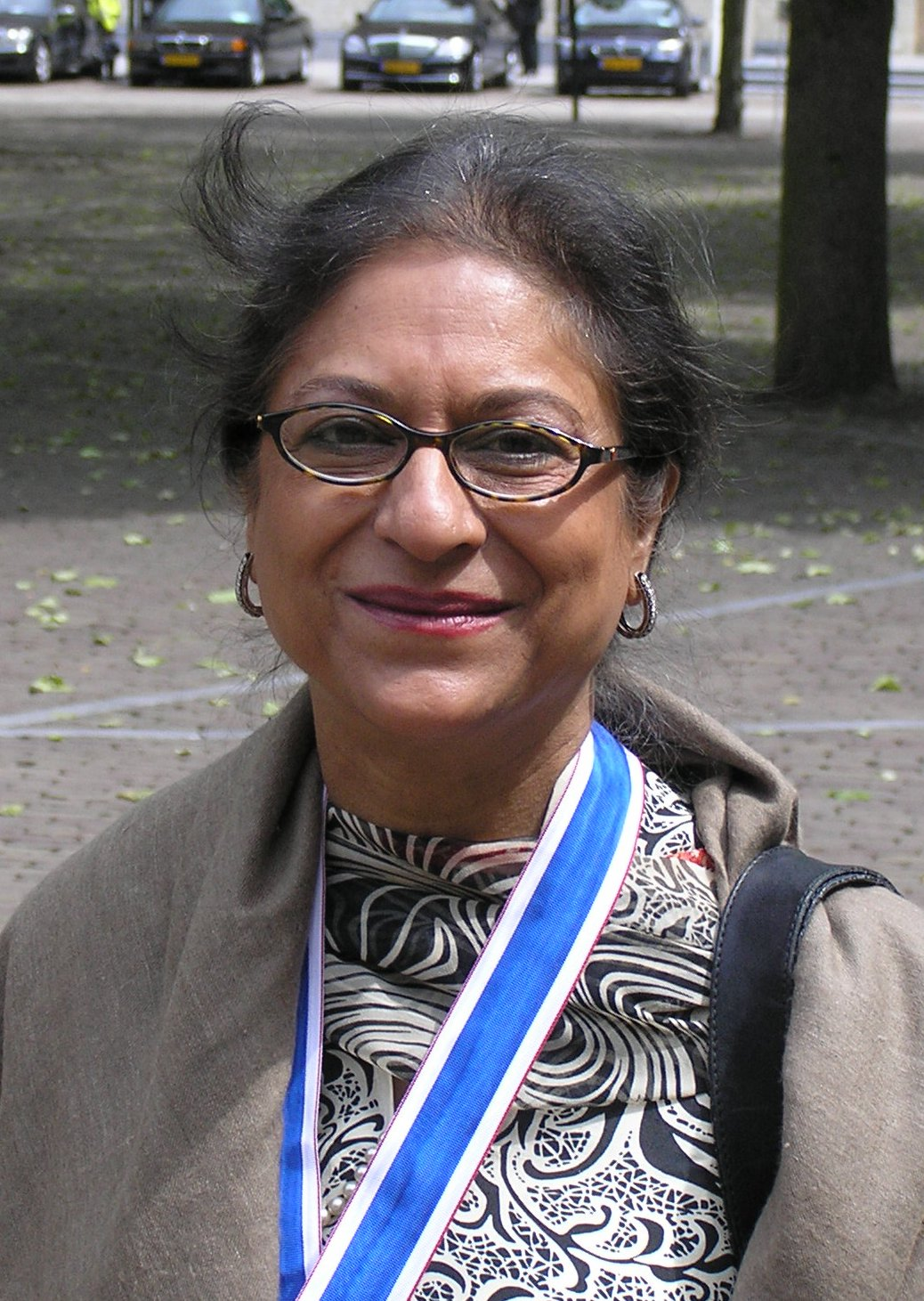
Asma Jahangir

- Asma' bint Abi Bakr, sahaba del profeta Maometto, figlia di Abū Bakr
- Asma bint Marwan, poetessa ebrea medinese
- Asma' bint 'Umays, sahaba del profeta Maometto
- Asma al-Assad, first lady siriana
- Asma Agbarieh-Zahalka, giornalista e attivista israeliana
- Asma Jahangir, avvocato e attivista pakistana

### Variante Esma
- Esma Redžepova, cantante macedone